# انزاب
اَنزاب جماعت و شهرکی با ۷٬۰۱۶ نفر جمعیت در ناحیهٔ عینی ولایت سغد است که در شمال غربی تاجیکستان قرار دارد.